# Veľká lúka
Veľká lúka este o arie protejată (arie specială de conservare — SAC, sit de importanță comunitară — SCI) din Slovacia întinsă pe o suprafață de 15,15 ha, integral pe uscat.

## Localizare
Centrul sitului Veľká lúka este situat la coordonatele 48°09′03″N 19°55′31″E / 48.150963°N 19.925374°E.

## Înființare
Situl Veľká lúka a fost declarat sit de importanță comunitară în decembrie 2021.

## Biodiversitate
Situată în ecoregiunea panonică, aria protejată nu include niciun habitat protejat.
La baza desemnării sitului se află un număr nedeclarat de specii protejate.